# Houthulst
Houthulst (Uitspraak: IPA[ˈɦʌutɦʏlst]) (West-Vlaams: Oetust, uitgesproken als IPA: [ utœːst]) is een dorp en gemeente in de Belgische provincie West-Vlaanderen. De gemeente telt ruim 10.000 inwoners. De gemeente is vooral bekend vanwege het Vrijbos (bekend van de Bende van Bakelandt) en de ontmijningsbasis van het Belgische leger (DOVO).

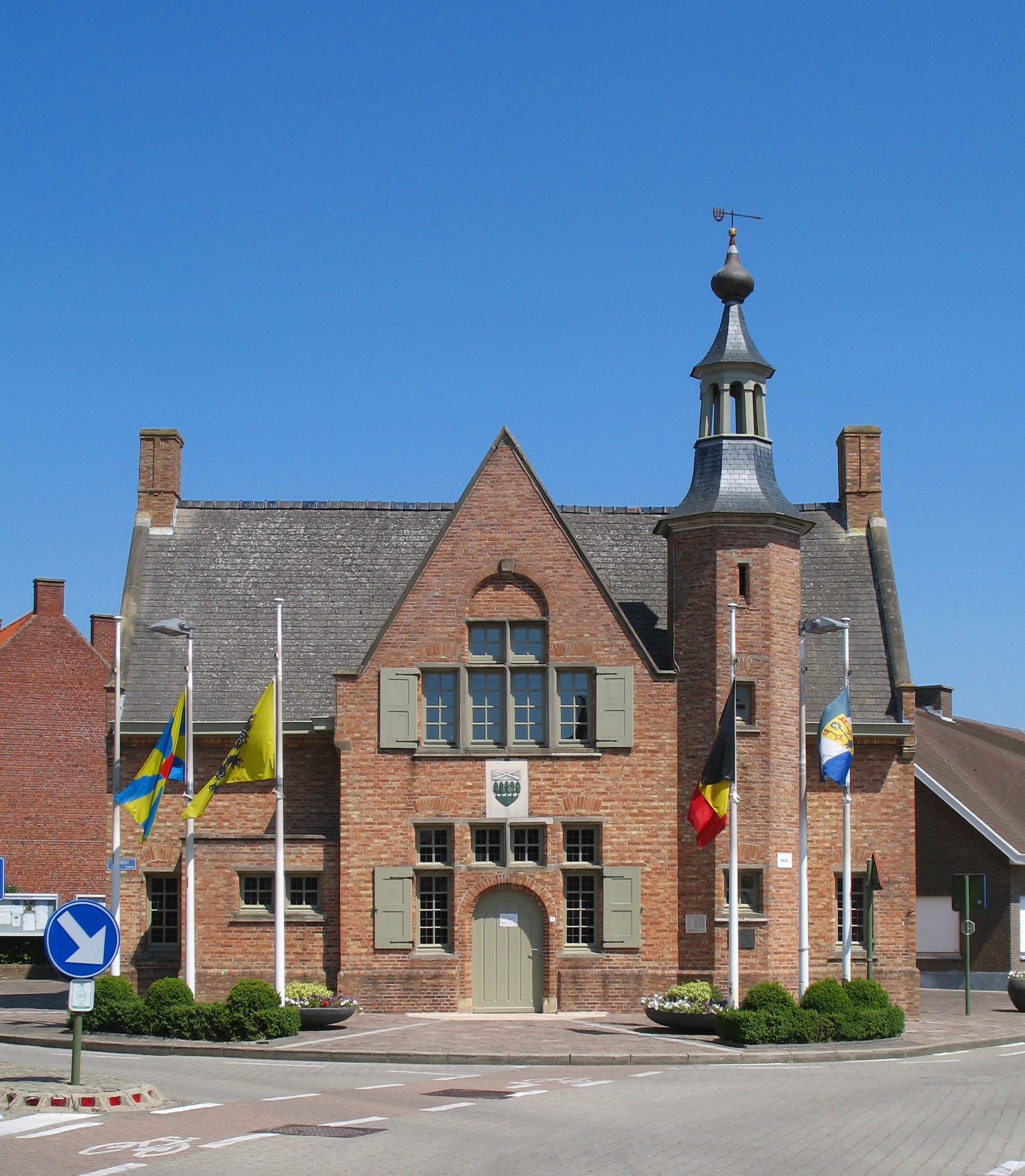
Houthulst: gemeentehuis

## Geschiedenis
De naam van de gemeente vindt men al terug in 1096, toen als "Out-Hulst", als naam van het bos van Houthulst dat aan de graven van Vlaanderen behoorde. Het bos werd door senator Jan-Pieter Cassiers gekocht in 1838, die er na zijn huwelijk het Kasteel de Groote bouwde. De familie liet halverwege de 19de eeuw in de omgeving van het kasteel een kerkje bouwen. In 1857 werd Houthulst ook officieel een parochie.
Tijdens de Eerste Wereldoorlog werd Houthulst en het Vrijbos verwoest. Het werd een schuilplaats voor het Duitse leger, dat er grote voorraden munitie opsloeg. Na de oorlog werd geijverd voor een zelfstandig bestuur voor Houthulst. Het dorp was tot dan toe nog een deel van Klerken. In februari 1926 legde het gemeentebestuur de grens vast tussen Houthulst (toen 2792 inwoners) en Klerken (toen 1447 inwoners). Op 11 april 1928 werd Houthulst afgescheiden van Klerken.
In 1971 werd het gehucht Terrest, dat voorheen bij Zarren hoorde, en een stukje grondgebied van Staden bij Houthulst gevoegd. In 1976 kwam Houthulst weer samen met de vroegere moedergemeente Klerken. Op dat moment werden Klerken, Merkem en het gehucht Jonkershove van Woumen opgenomen in een fusiegemeente met Houthulst als centrum.
In 2005 werden hier de restanten van een V1-lanceerbasis herontdekt.

## Kernen
Houthulst bestaat naast Houthulst-centrum nog uit de dorpen Klerken, Jonkershove en Merkem. Klerken en Merkem waren vroeger zelfstandige gemeenten. Jonkershove was vroeger geen zelfstandige gemeente, maar een deel van Woumen, dat zelf nu een deelgemeente van Diksmuide is. Op de grens van Houthulst-centrum en Klerken ligt het gehucht en parochie Sint-Kristoffel (vroeger Pierkenshoek). Het is een groeiend residentieel gehucht, aansluitend op het westen van de dorpskern van Houthulst zelf.
| #   | Naam            | Oppervlakte (km²) | Bevolking |
| --- | --------------- | ----------------- | --------- |
| I   | Houthulst       | 12,49             | 3.701     |
| II  | Klerken         | 7,44              | 1.825     |
| III | Merkem          | 26,42             | 2.270     |
| IV  | Jonkershove     | 9,56              | 1.254     |
| (V) | Sint-Kristoffel | --                | --        |

De gemeente Houthulst grenst aan volgende dorpen en gemeenten:
- a. Staden (gemeente Staden), met in het zuiden het gehucht Vijfwegen
- b. Poelkapelle (gemeente Langemark-Poelkapelle)
- c. Langemark (gemeente Langemark-Poelkapelle), met het gehucht Madonna
- d. Bikschote (gemeente Langemark-Poelkapelle)
- e. Noordschote (gemeente Lo-Reninge)
- f. Reninge (gemeente Lo-Reninge)
- g. Nieuwkapelle (stad Diksmuide)
- h. Woumen (stad Diksmuide)
- i. Esen (stad Diksmuide)
- j. Zarren (gemeente Kortemark)

### Kaart

Houthulst met zijn deelgemeenten en buurgemeenten. De gele gebieden zijn bebouwde kernen.

## Bezienswaardigheden

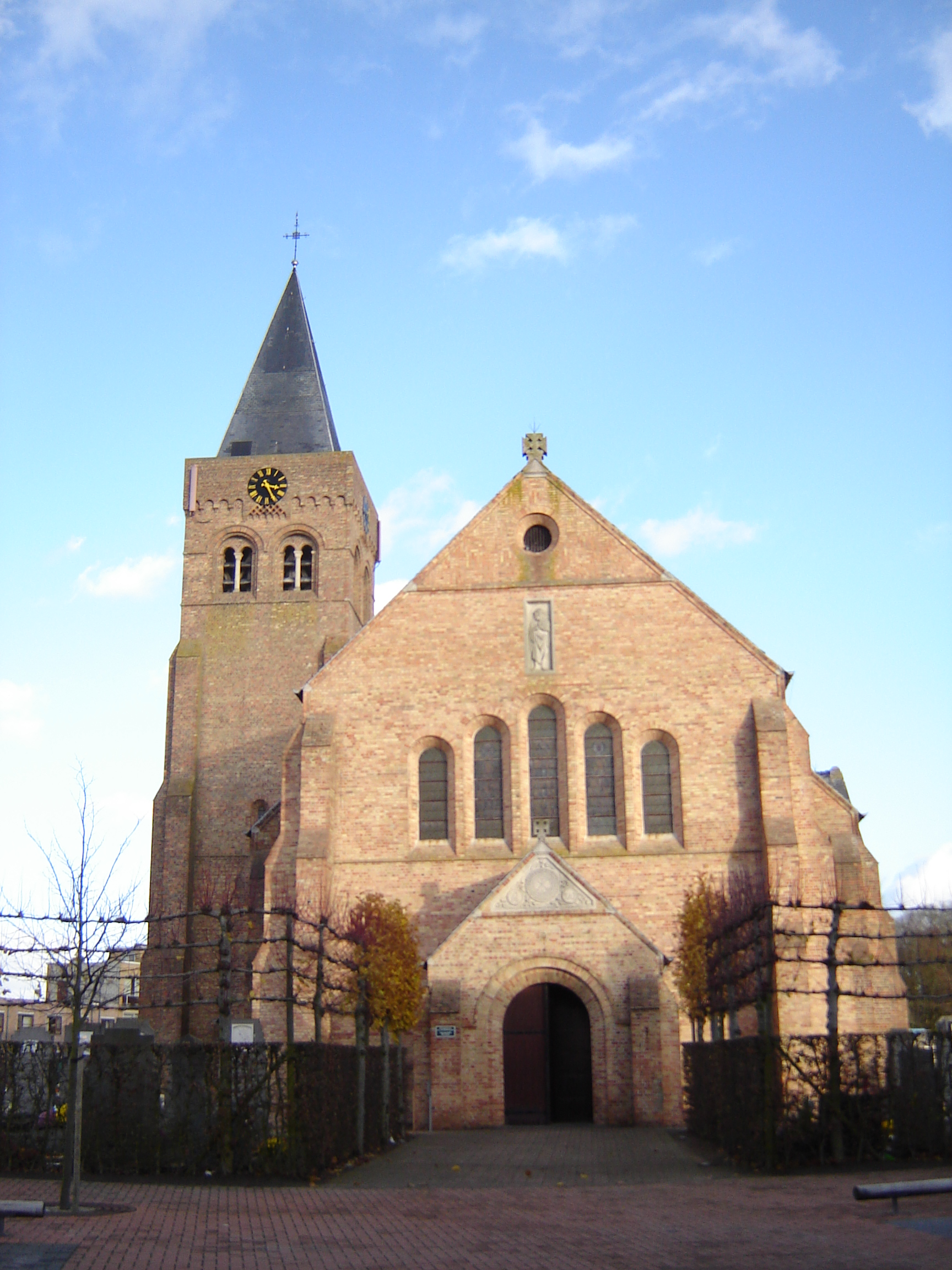
Sint-Jan Baptistkerk

- De Sint-Jan-Baptistkerk. Deze werd heropgebouwd in 1924 na volledig te zijn verwoest in de Eerste Wereldoorlog.
- Het Kerkhof van Houthulst.
- De Belgische militaire begraafplaats van Houthulst, met de graven van bijna 1800 gesneuvelde Belgische soldaten uit de Eerste Wereldoorlog. De begraafplaats bevat ook 81 Italiaanse graven. De meesten van de soldaten die hier begraven zijn sneuvelden tijdens de slotaanval op de Duitsers (vijfde Slag rond Ieper) op 28 september 1918, bij het heroveren van het Vrijbos.
- De Mariagrot in Houthulst.
- Het Kasteel de Groote.
- De V1-lanceerbasis in Houthulst.
- De Vredesmolen in deelgemeente Klerken.

## Natuur en landschap
Houthulst ligt in Zandlemig Vlaanderen, op een uitloper van de Midden-West-Vlaamse Heuvelrug op een hoogte van ongeveer 20 meter. Het hoogste punt is 30 meter, in het noordwesten van de kom. Bekend zijn de Zanddambeek en de Corverbeek.
Het Vrijbos en het Eenzaamheidsbos zijn restanten van een vroeger veel uitgestrekter bosgebied.

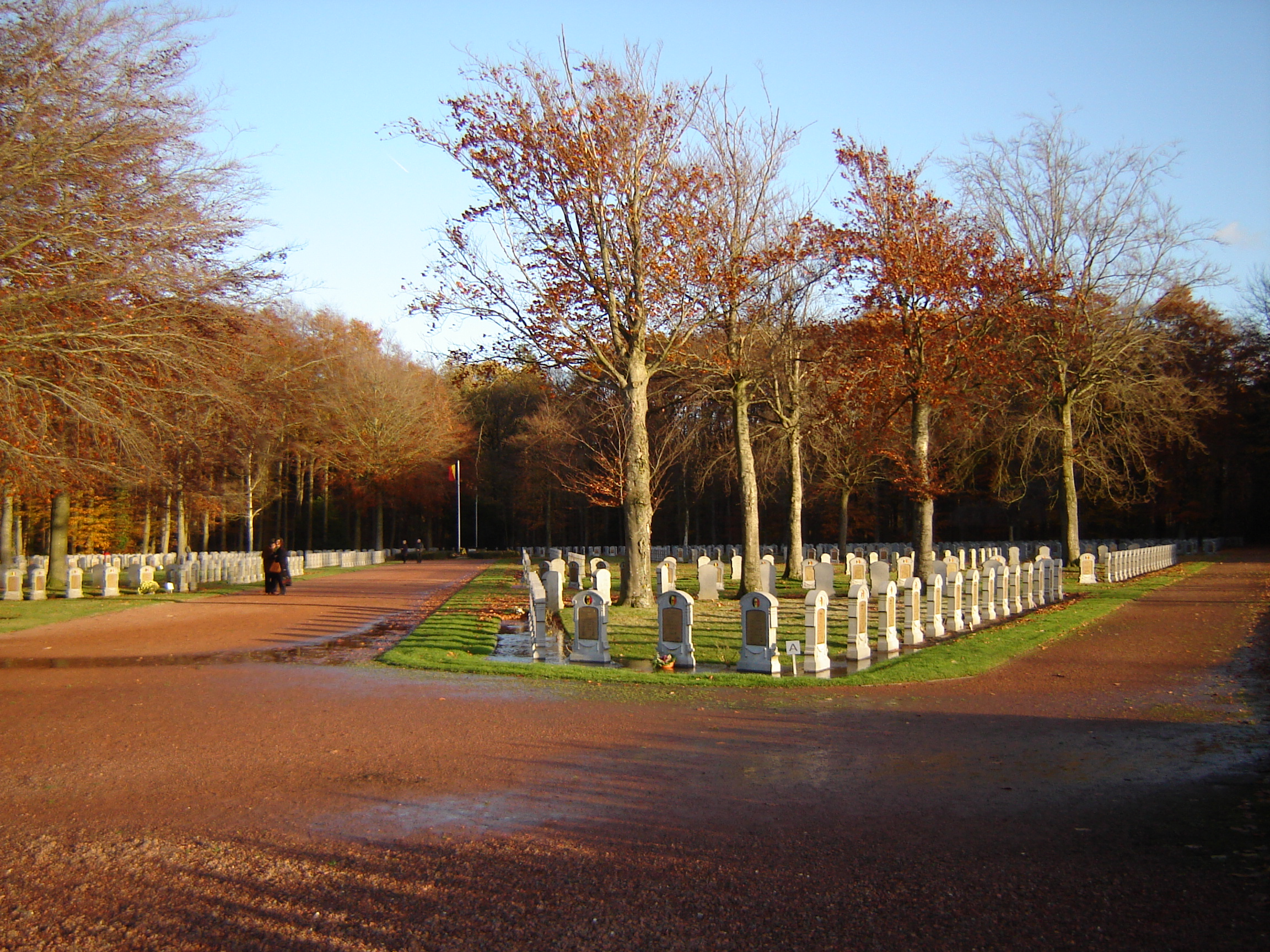
Belgische Militaire Begraafplaats te Houthulst

## Demografie

### Demografische ontwikkeling voor de fusie
- Bronnen:NIS, Opm:1831 tot en met 1970=volkstellingen; 1976 = inwoneraantal op 31 december

### Demografische ontwikkeling van de fusiegemeente
Alle historische gegevens hebben betrekking op de huidige gemeente, inclusief deelgemeenten, zoals ontstaan na de fusie van 1 januari 1977.
- Bronnen: NIS, Opm: 1831 tot en met 1981: volkstellingen; 1990 en later: inwonertal op 1 januari.

| Inwoners van jaar tot jaar op 1 januari 1992 tot heden | Inwoners van jaar tot jaar op 1 januari 1992 tot heden | Inwoners van jaar tot jaar op 1 januari 1992 tot heden |
| jaar                                                   | Aantal                                                 | Evolutie: 1992=index 100                               |
| ------------------------------------------------------ | ------------------------------------------------------ | ------------------------------------------------------ |
| 1992                                                   | 8.833                                                  | 100,0                                                  |
| 1993                                                   | 8.804                                                  | 99,7                                                   |
| 1994                                                   | 8.826                                                  | 99,9                                                   |
| 1995                                                   | 8.895                                                  | 100,7                                                  |
| 1996                                                   | 8.910                                                  | 100,9                                                  |
| 1997                                                   | 8.908                                                  | 100,8                                                  |
| 1998                                                   | 8.888                                                  | 100,6                                                  |
| 1999                                                   | 8.922                                                  | 101,0                                                  |
| 2000                                                   | 8.946                                                  | 101,3                                                  |
| 2001                                                   | 9.003                                                  | 101,9                                                  |
| 2002                                                   | 8.958                                                  | 101,4                                                  |
| 2003                                                   | 8.957                                                  | 101,4                                                  |
| 2004                                                   | 8.932                                                  | 101,1                                                  |
| 2005                                                   | 9.007                                                  | 102,0                                                  |
| 2006                                                   | 9.051                                                  | 102,5                                                  |
| 2007                                                   | 9.104                                                  | 103,1                                                  |
| 2008                                                   | 9.309                                                  | 105,4                                                  |
| 2009                                                   | 9.479                                                  | 107,3                                                  |
| 2010                                                   | 9.587                                                  | 108,5                                                  |
| 2011                                                   | 9.637                                                  | 109,1                                                  |
| 2012                                                   | 9.729                                                  | 110,1                                                  |
| 2013                                                   | 9.887                                                  | 111,9                                                  |
| 2014                                                   | 9.895                                                  | 112,0                                                  |
| 2015                                                   | 9.994                                                  | 113,1                                                  |
| 2016                                                   | 10.037                                                 | 113,6                                                  |
| 2017                                                   | 10.028                                                 | 113,5                                                  |
| 2018                                                   | 10.032                                                 | 113,6                                                  |
| 2019                                                   | 10.098                                                 | 114,3                                                  |
| 2020                                                   | 10.110                                                 | 114,5                                                  |
| 2021                                                   | 10.214                                                 | 115,6                                                  |
| 2022                                                   | 10.267                                                 | 116,2                                                  |
| 2023                                                   | 10.332                                                 | 117,0                                                  |
| 2024                                                   | 10.464                                                 | 118,5                                                  |
| 2025                                                   | 10.525                                                 | 119,2                                                  |

## Bekende burgers met een band met Houthulst
- Willy Coppens de Houthulst, aas uit de Eerste Wereldoorlog.
- Gianni Vermeersch, veldrijder.
- Tim Declercq, wielrenner.
- Karl Vandenberghe, journalist en nieuwslezer.

## Politiek

### Structuur
| Houthulst        | Houthulst        | Supranationaal         | Nationaal                         | Nationaal                         | Gemeenschap               | Gewest                    | Provincie                 | Arrondissement            | Provinciedistrict | Kanton          | Gemeente        |
| ---------------- | ---------------- | ---------------------- | --------------------------------- | --------------------------------- | ------------------------- | ------------------------- | ------------------------- | ------------------------- | ----------------- | --------------- | --------------- |
| Administratief   | Niveau           | Europese Unie          | België                            | België                            | Vlaanderen                | Vlaanderen                | West-Vlaanderen           | Diksmuide                 | Diksmuide         | Diksmuide       | Houthulst       |
| Administratief   | Bestuur          | Europese Commissie     | Belgische regering                | Belgische regering                | Vlaamse regering          | Vlaamse regering          | Deputatie                 | Deputatie                 | Deputatie         | Deputatie       | Gemeentebestuur |
| Administratief   | Raad             | Europees Parlement     | Kamer van Volksvertegenwoordigers | Kamer van Volksvertegenwoordigers | Vlaams Parlement          | Vlaams Parlement          | Provincieraad             | Provincieraad             | Provincieraad     | Provincieraad   | Gemeenteraad    |
| Kiesomschrijving | Kiesomschrijving | Nederlands Kiescollege | Kieskring West-Vlaanderen         | Kieskring West-Vlaanderen         | Kieskring West-Vlaanderen | Kieskring West-Vlaanderen | Kieskring West-Vlaanderen | Oostende-Veurne-Diksmuide | Veurne-Diksmuide  | Diksmuide       | Houthulst       |
| Verkiezing       | Verkiezing       | Europese               | Federale                          | Federale                          | Vlaamse                   | Vlaamse                   | Provincieraads-           | Provincieraads-           | Provincieraads-   | Provincieraads- | Gemeenteraads-  |

### Burgemeesters
Burgemeesters van Klerken-Houthulst
- 1848-1870: Jan-Pieter Cassiers
- 1870-1902: ?
- 1902-1927: Eugène De Groote

Burgemeesters van Houthulst
- 1928-1938 Eugène De Groote
- 1938-1976 Hubert De Groote

Burgemeesters na de fusie
- 1977-1979: Hubert De Groote
- 1979-1989: René Roelens
- 1989-1993: Frans Breyne[2]
- 1995-2003: Maria Vandenbussche
- 2003-2012: Joris Hindryckx
- 2012-2018: Ann Vansteenkiste
- 2019-2023: Joris Hindryckx
- 2023-...: Jeroen Vandromme

#### 2019-2024
Tot en met 31 augustus 2023 was Joris Hindryckx (CD&V) burgemeester. Hij werd op 1 september 2023 door zijn partijgenoot Jeroen Vandromme (CD&V) opgevolgd als nieuwe burgemeester. Hij leidt een coalitie bestaande uit CD&V en Vooruit. Samen vormen ze de meerderheid met 15 op 21 zetels.

#### 2024-heden
Na de verkiezingen van oktober 2024 bleef Jeroen Vandromme (CD&V) burgemeester van Houthulst. Zijn Lijst van de Burgemeester, een onafhankelijke lijst bestaande uit leden van CD&V en gewezen leden van Vooruit en N-VA, behaalde een absolute meerderheid van 17 op 21 zetels.

### Resultaten gemeenteraadsverkiezingen sinds 1976
| Partij of kartel     | Partij of kartel                                   | 10-10-1976 | 10-10-1976 | 10-10-1982 | 10-10-1982 | 9-10-1988 | 9-10-1988 | 9-10-1994 | 9-10-1994 | 8-10-2000 | 8-10-2000 | 8-10-2006 | 8-10-2006 | 14-10-2012 | 14-10-2012 | 14-10-2018 | 14-10-2018 | 13-10-2024 | 13-10-2024 |
| Stemmen / Zetels     | Stemmen / Zetels                                   | %          | 21         | %          | 19         | %         | 19        | %         | 19        | %         | 19        | %         | 21        | %          | 21         | %          | 21         | %          | 21         |
| -------------------- | -------------------------------------------------- | ---------- | ---------- | ---------- | ---------- | --------- | --------- | --------- | --------- | --------- | --------- | --------- | --------- | ---------- | ---------- | ---------- | ---------- | ---------- | ---------- |
|                      | SP1 / sp.a2 / sp.a OpenA/ Vooruit3                 | -          |            | 12,051     | 1          | 17,461    | 3         | 10,521    | 1         | 14,471    | 2         | 19,722    | 4         | 22,64A     | 4          | 12,72      | 2          | 4,83       | 0          |
|                      | Centrum1 / ROELNS2 / VLD3/ Samen Sterk4/ Open vld5 | 28,571     | 6          | 50,441     | 11         | 46,41     | 10        | 29,712    | 6         | 22,763    | 4         | 9,194     | 1         | 22,64A     | 4          | 6,35       | 0          | -          |            |
|                      | VU1/ N-VA2                                         | 7,591      | 1          | -          |            | -         |           | -         |           | -         |           | -         |           | 27,222     | 6          | 26,92      | 6          | 12,52      | 2          |
|                      | CVP1/ CD&V2                                        | 44,431     | 10         | 32,541     | 7          | 31,11     | 6         | 38,31     | 8         | 43,91     | 10        | 62,422    | 15        | 50,142     | 11         | 47,32      | 13         | 68,2B      | 17         |
|                      | Lijst BurgemeesterB                                | -          |            | -          |            | -         |           | -         |           | -         |           | -         |           | -          |            | -          |            | 68,2B      | 17         |
|                      | Vlaams Belang                                      | -          |            | -          |            | -         |           | -         |           | -         |           | 8,67      | 1         | -          |            | -          |            | 14,5       | 2          |
|                      | Lokaal 8650                                        | -          |            | -          |            | -         |           | -         |           | -         |           | -         |           | -          |            | 5,4        | 0          | -          |            |
|                      | DEBRUG                                             | -          |            | -          |            | -         |           | 19,88     | 4         | 18,87     | 3         | -         |           | -          |            | -          |            | -          |            |
|                      | Lijst Six                                          | 19,41      | 4          | -          |            | -         |           | -         |           | -         |           | -         |           | -          |            | -          |            | -          |            |
| Anderen(*)           | Anderen(*)                                         | -          |            | 4,98       | 0          | 5,04      | 0         | 1,59      | 0         | -         |           | -         |           | -          |            | 1,3        | 0          | -          |            |
| Totaal stemmen       | Totaal stemmen                                     | 6302       | 6302       | 6412       | 6412       | 6485      | 6485      | 6459      | 6459      | 6508      | 6508      | 6790      | 6790      | 7124       | 7124       | 7228       | 7228       | 5250       | 5250       |
| Opkomst %            | Opkomst %                                          |            |            |            |            | 96        | 96        | 95,25     | 95,25     | 94,28     | 94,28     | 95,59     | 95,59     | 93,09      | 93,09      | 94,3       | 94,3       | 67,2       | 67,2       |
| Blanco en ongeldig % | Blanco en ongeldig %                               | 4,21       | 4,21       | 5,38       | 5,38       | 4,89      | 4,89      | 4,44      | 4,44      | 4,82      | 4,82      | 5,01      | 5,01      | 6,50       | 6,50       | 6,40       | 6,40       | 1,5        | 1,5        |

De rode cijfers naast de gegevens duiden aan onder welke naam de partijen telkens bij een verkiezing opkwamen.

De zetels van de gevormde meerderheid staan vetjes afgedrukt. De grootste partij staat in kleur.

(*) 1982: DNS (4,98%) / 1988: V (5,04%) / 1994: TANDEM (1,59%) / 2018: Ik (1,3%)

## Omliggende kernen
Madonna, Vijfwegen, Staden, Zarren, Woumen, Reningelst, Boezinge, Langemark, Esen
| Aangrenzende gemeenten | Aangrenzende gemeenten | Aangrenzende gemeenten | Aangrenzende gemeenten | Aangrenzende gemeenten |
| ---------------------- | ---------------------- | ---------------------- | ---------------------- | ---------------------- |
|                        |                        | Diksmuide              |                        | Kortemark              |
|                        |                        |                        |                        |                        |
| Lo-Reninge             | Staden                 |                        |                        |                        |
|                        |                        |                        |                        |                        |
|                        |                        | Langemark-Poelkapelle  |                        |                        |

| Aangrenzende deelgemeenten | Aangrenzende deelgemeenten | Aangrenzende deelgemeenten | Aangrenzende deelgemeenten | Aangrenzende deelgemeenten |
| -------------------------- | -------------------------- | -------------------------- | -------------------------- | -------------------------- |
| Nieuwkapelle               | Woumen                     | Esen                       |                            | Zarren                     |
|                            |                            |                            |                            |                            |
| Reninge                    | Staden                     |                            |                            |                            |
| Noordschote                |                            |                            |                            |                            |
|                            | Bikschote                  | Langemark                  |                            | Poelkapelle                |